# See the Thunder
See the Thunder è il secondo album del gruppo hard rock italiano Markonee.
È pubblicato dall'etichetta inglese Escape Music (RoboPhone per la versione in vinile), prodotto dai Markonee e da Oderso Rubini. Pubblicato nel luglio del 2009, è stato registrato tra il 2008 e il 2009 alle Ex Cantine Studios di Imola, Bologna, da Simone Casadio Pirazzoli. Il mastering e il missaggio sono stati curati da Beau Hill (Ratt, Winger, Warrant).

## Tracce
1. Way 2 Go
2. Women & Whisky
3. See the Thunder
4. Shores of Another Sea
5. The Big K
6. The Cross Between the Lines
7. Brand New Day
8. Back on Me
9. Cherry Blossom
10. I Believe In Father Christmas

## Componenti
- Gabriele Gozzi - voce
- Stefano Peresson - chitarra solista, tastiere
- Carlo Bevilacqua - chitarra
- Luigi Frati - basso
- Ivano Zanotti - batteria